# Spaak en Tandrad
Spaak en Tandrad was een fietsactiegroep die op het einde van de 20ste eeuw (vanaf 1996) actie voerde om de binnenstad van de stad Antwerpen autovrij te maken. Tevens pleitten ze voor de invoer van gratis openbaar vervoer. Toenmalig burgemeester van Hasselt Steve Stevaert had in die periode net gratis busvervoer ingevoerd in zijn stad.
De actiegroep, zelf noemden ze zich fietsguerrilleros, bezette tijdens de spitsuren kruispunten om een verkeerschaos te veroorzaken. Bij de acties werden meermaals actievoerders gearresteerd. Het hardhandig optreden van de politie tijdens de actie van 19 februari 1998 leidde tot een schriftelijke vraag in het parlement.
Spaak en Tandrad ontstond binnen het anarchistische jongerencentrum weik vzw. Tot de actievoerders behoorden Peter Terryn en de leden van het latere Animal Liberation Front. Politie en parket trachtten lange tijd de acties van Spaak en Tandrad en het Animal Liberation Front te koppelen. De poging het fietsverzet te koppelen aan terrorisme leidde tot een vraag in het Belgisch parlement van parlementslid Johan Malcorps. Minister van Justitie Marc Verwilghen antwoordde hierop dat het parket meedeelde dat het enkel geïnteresseerd was in mogelijk criminele feiten van individuele leden, en dat de organisatie zelf niet vervolgd werd.
De fietsguerrillas stopten omstreeks de millenniumwissel. In 2017 recycleerde Peter Terryn de naam voor een neuwe fietsmanifestatie nadat in Antwerpen op korte tijd enkele fietsers overleden bij verkeersongevallen.